# كيسي كلوسن
كيسي كلوسن (بالإنجليزية: Casey Clausen)‏ هو لاعب كرة قدم أمريكية أمريكي، ولد في 9 يناير 1981 في ثاوزند أوكس في الولايات المتحدة.